# Gagliano del Capo
Gagliano del Capo ist eine südostitalienische Gemeinde (comune).

## Geografie
Die Gemeinde hat 4863 Einwohner (Stand 31. Dezember 2023). Sie liegt in der Provinz Lecce in Apulien, etwa 59,5 Kilometer südsüdöstlich der Provinzhauptstadt Lecce im südlichen Salento. Gagliano del Capo liegt unmittelbar am Adriatischen Meer und ist Teil des Parco naturale regionale Costa Otranto – Santa Maria di Leuca e Bosco di Tricase.

## Sehenswürdigkeiten
Wie in einem Canyon schneidet sich Wasser durch die Felsen von Gagliano del Capo. Auf den Felsen findet sich teilweise die Macchie.

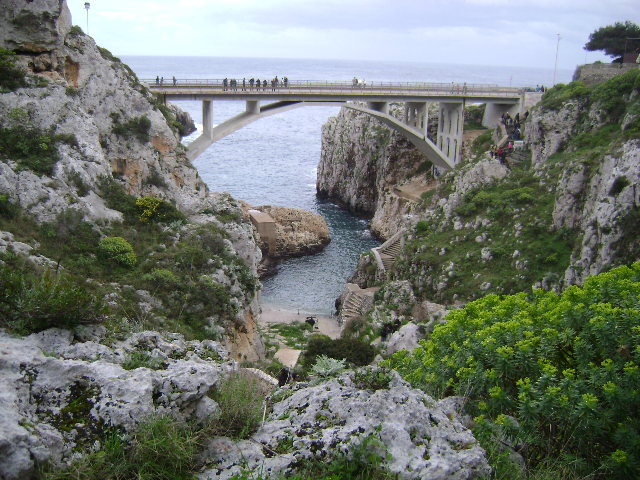
Il Ciolo, eine Bucht bei Gagliano del Capo

Im Ortsteil Arigliano befindet sich ein alter Menhir.
Der Ortsteil San Dana beherbergt Ruinen einer Krypta aus dem 6. Jahrhundert.

## Verkehr
Vom Bahnhof Gagliano Leuca gehen zwei Bahnstrecken aus:
- die Bahnstrecke Novoli–Gagliano Leuca und
- die Bahnstrecke Zollino–Gagliano Leuca

Der Bahnhof Gagliano Leuca ist der südlichste Apuliens und damit im „Stiefelabsatz“. Der zweite Teil des Doppelnamens des Bahnhofs bezieht sich auf das benachbarte Santa Maria di Leuca, mit seinem bekannten Marienheiligtum. Das Empfangsgebäude des Bahnhofs Gagliano Leuca dient unter der Bezeichnung Lastation zugleich als „Kunstbahnhof“. Dort können Künstler ausstellen. Der Raum kann aber auch für andere künstlerische Aktivitäten genutzt werden.